# سیس (دهگلان)
سیس یک روستا در ایران است که در شهرستان دهگلان استان کردستان واقع شده‌است. سیس ۱٬۴۶۳ نفر جمعیت دارد.

## جمعیت
این روستا دربخش بلبان‌آباد قرار دارد و براساس سرشماری مرکز آمار ایران در سال1395، جمعیت آن 2703 نفر (560 خانوار) بوده‌است.